# Óscar Gil Regaño
|  | Per a altres significats, vegeu «Óscar Gil». |

Óscar Gil Regaño (Elx, Baix Vinalopó, 26 d'abril de 1998), conegut com a Óscar Gil, és un futbolista valencià, que juga com a defensa a l'Oud-Heverlee Leuven. És internacional amb la selecció espanyola.

## Trajectòria
Va començar la seva formació al Kelme CF i l'Elx CF. El 2015 va fer el seu debut amb l'Elx Il·licità CF en el qual va jugar durant quatre temporades alternant participacions en Tercera Divisió i Segona Divisió B.
El 17 d'octubre de 2018 va debutar amb el primer equip en un partit de Copa del Rei enfront del Còrdova CF en el qual va acabar lesionat.
Va debutar en la Segona Divisió espanyola amb l'Elx CF durant la temporada 2019-20 en un partit contra l'AD Alcorcón disputat el 24 d'agost de 2019. Més tard, va aconseguir fer-se amb el lloc de titular en el lateral dret i gràcies al seu rendiment, el club il·licità, al novembre de 2019, va renovar el jugador fins a juny de 2022.
El 7 de setembre de 2020 va fitxar pel RCD Espanyol per a les següents quatre temporades després que el club català abonés la seva clàusula de rescissió.

## Internacional
Va debutar amb la selecció espanyola el 8 de juny de 2021 en un amistós que va acabar en victòria per 4-0 enfront de Lituània.